# Antonio Estévez
Antonio Estévez (1. januar 1916 i Calabozo – 26. november 1988 i Caracas, Venezuela) var en venezuelansk komponist, oboist og klarinetist.
Estévez hører til en af Venezuelea´s vigtige komponister. Han har komponeret orkesterværker, vokalmusik, klaverstykker, elektronisk musik etc.
Han studerede i Venezuela, og var oboist i Caracas symfoniorkester. Fik et stipendium af den Venezuelanske stat, til at rejse til Paris og studere elektronisk musik.

## Udvalgte Værker
- Koncert for Orkester
- Suite Llanera – for Orkester
- Cantata Criolla – for stemme og Orkester
- Cosmovibrafonica – Elektroniske Stykker